# Sporting Union Agen Lot-et-Garonne
Lo Sporting Union Agen Lot-et-Garonne è la sezione di rugby XV dello Sporting Union Agen, club polisportivo francese con sede ad Agen (Lot e Garonna), che disputa il massimo campionato, il Top 14.

## Palmarès
- Campionati francesi: 8
1929-30, 1944-45, 1961-62, 1964-65, 1965-66, 1975-76, 1981-82, 1987-88
- Coppe di Francia: 6
1932, 1943, 1945, 1963, 1983, 1992